# Gran Premi d'Hongria del 2014
El Gran Premi d'Hongria de Fórmula 1 de la temporada 2014 s'ha disputat al Circuit de Hungaroring, del 25 al 27 de juliol del 2014.

## Resultats de la qualificació
| Pos                  | No | Pilot             | Constructor          | Part 1      | Part 2   | Part 3      | Sortida |
| -------------------- | -- | ----------------- | -------------------- | ----------- | -------- | ----------- | ------- |
| 1                    | 6  | Nico Rosberg      | Mercedes             | 1:25.227    | 1:23.310 | 1:22.715    | 1       |
| 2                    | 1  | Sebastian Vettel  | Red Bull-Renault     | 1:25.662    | 1:23.606 | 1:23.201    | 2       |
| 3                    | 77 | Valtteri Bottas   | Williams-Mercedes    | 1:25.690    | 1:23.776 | 1:23.354    | 3       |
| 4                    | 3  | Daniel Ricciardo  | Red Bull-Renault     | 1:25.495    | 1:23.676 | 1:23.391    | 4       |
| 5                    | 14 | Fernando Alonso   | Ferrari              | 1:26.087    | 1:24.249 | 1:23.909    | 5       |
| 6                    | 19 | Felipe Massa      | Williams-Mercedes    | 1:26.592    | 1:24.030 | 1:24.223    | 6       |
| 7                    | 22 | Jenson Button     | McLaren-Mercedes     | 1:26.612    | 1:24.502 | 1:24.294    | 7       |
| 8                    | 25 | Jean-Éric Vergne  | Toro Rosso-Renault   | 1:24.941    | 1:24.637 | 1:24.720    | 8       |
| 9                    | 27 | Nico Hülkenberg   | Force India-Mercedes | 1:26.149    | 1:24.647 | 1:24.775    | 9       |
| 10                   | 20 | Kevin Magnussen   | McLaren-Mercedes     | 1:26.578    | 1:24.585 | Sense temps | PL      |
| 11                   | 26 | Daniïl Kviat      | Toro Rosso-Renault   | 1:25.361    | 1:24.706 |             | 10      |
| 12                   | 99 | Adrian Sutil      | Sauber-Ferrari       | 1:26.027    | 1:25.136 |             | 11      |
| 13                   | 11 | Sergio Pérez      | Force India-Mercedes | 1:25.910    | 1:25.211 |             | 12      |
| 14                   | 21 | Esteban Gutiérrez | Sauber-Ferrari       | 1:25.709    | 1:25.260 |             | 13      |
| 15                   | 8  | Romain Grosjean   | Lotus-Renault        | 1:26.136    | 1:25.337 |             | 14      |
| 16                   | 17 | Jules Bianchi     | Marussia-Ferrari     | 1:26.728    | 1:27.419 |             | 15      |
| 17                   | 7  | Kimi Räikkönen    | Ferrari              | 1:26.792    |          |             | 16      |
| 18                   | 10 | Kamui Kobayashi   | Caterham-Renault     | 1:27.139    |          |             | 17      |
| 19                   | 4  | Max Chilton       | Marussia-Ferrari     | 1:27.819    |          |             | 18      |
| 20                   | 9  | Marcus Ericsson   | Caterham-Renault     | 1:28.643    |          |             | 19      |
| 107% temps: 1:30:886 |    |                   |                      |             |          |             |         |
| NC                   | 44 | Lewis Hamilton    | Mercedes             | Sense temps |          |             | PL1     |
| NC                   | 13 | Pastor Maldonado  | Lotus-Renault        | Sense temps |          |             | 201     |
| Font:                |    |                   |                      |             |          |             |         |

- ^1  — Pastor Maldonado i Lewis Hamilton no vam marcar temps a la q1, però van ser requalificats pels comissaris per poder disputar la cursa.[1]

## Resultats de la Cursa
| Pos   | No | Pilot             | Constructor          | Voltes | Temps / Retirada       | Pos.Sortida | Punts |
| ----- | -- | ----------------- | -------------------- | ------ | ---------------------- | ----------- | ----- |
| 1     | 3  | Daniel Ricciardo  | Red Bull-Renault     | 70     | 1h 53' 05 058          | 4           | 25    |
| 2     | 14 | Fernando Alonso   | Ferrari              | 70     | + 5.225 s              | 5           | 18    |
| 3     | 44 | Lewis Hamilton    | Mercedes             | 70     | + 5.857 s              | PL1         | 15    |
| 4     | 6  | Nico Rosberg      | Mercedes             | 70     | + 6.361 s              | 1           | 12    |
| 5     | 19 | Felipe Massa      | Williams-Mercedes    | 70     | + 29.841 s             | 6           | 10    |
| 6     | 7  | Kimi Räikkönen    | Ferrari              | 70     | + 31.491 s             | 16          | 8     |
| 7     | 1  | Sebastian Vettel  | Red Bull-Renault     | 70     | + 40.964 s             | 2           | 6     |
| 8     | 77 | Valtteri Bottas   | Williams-Mercedes    | 70     | + 41.344 s             | 3           | 4     |
| 9     | 25 | Jean-Éric Vergne  | Toro Rosso-Renault   | 70     | + 58.527 s             | 8           | 2     |
| 10    | 22 | Jenson Button     | McLaren-Mercedes     | 70     | + 1:07.280 min.        | 7           | 1     |
| 11    | 99 | Adrian Sutil      | Sauber-Ferrari       | 70     | + 1:08.169 min.        | 11          |       |
| 12    | 20 | Kevin Magnussen   | McLaren-Mercedes     | 70     | + 1:18.465 min.        | PL1         |       |
| 13    | 13 | Pastor Maldonado  | Lotus-Renault        | 70     | + 1:24.024 min.        | 20          |       |
| 14    | 26 | Daniïl Kviat      | Toro Rosso-Renault   | 69     | + 1 volta              | 10          |       |
| 15    | 17 | Jules Bianchi     | Marussia-Ferrari     | 69     | + 1 volta              | 15          |       |
| 16    | 4  | Max Chilton       | Marussia-Ferrari     | 69     | + 1 volta              | 18          |       |
| Ret   | 21 | Esteban Gutiérrez | Sauber-Ferrari       | 32     | Prob. elèctrics        | 13          |       |
| Ret   | 10 | Kamui Kobayashi   | Caterham-Renault     | 24     | sistema de combustible | 17          |       |
| Ret   | 11 | Sergio Pérez      | Force India-Mercedes | 22     | Accident               | 12          |       |
| Ret   | 27 | Nico Hülkenberg   | Force India-Mercedes | 14     | Col·lisió              | 9           |       |
| Ret   | 8  | Romain Grosjean   | Lotus-Renault        | 10     | Virolla                | 14          |       |
| Ret   | 9  | Marcus Ericsson   | Caterham-Renault     | 7      | Accident               | 19          |       |
| Font: |    |                   |                      |        |                        |             |       |

- ^1  — Lewis Hamilton and Kevin Magnussen van sortir del Pit Lane per haver canviat de xassís.[2]